# Мапуцоэ
Мапуцоэ (сесото Maputsoe, Maputsoa) — город в Лесото в районе Лерибе. Крупнейший город страны, не являющийся столицей района. Население — свыше 36 тысяч человек.